# Abu-Abd-Al·lah ibn Makula
Abu-Abd-Al·lah al-Hussayn ibn Alí ibn Jàfar al-Ijlí més conegut com a Abu-Abd-Al·lah ibn Makula (978/979-1055/1056) fou un destacat jurista musulmà, d'origen persa.
Durant uns quants anys va tenir el càrrec de Ghazi al-Kudat a Bagdad, pel qual fou nomenat l'any 1029 (i que va conservar fins a la seva mort). Va exercir com a justista a la ciutat de Bàssora a partir de l'any 1026. Va morir el 1055/1056.